# 에마누엘 포이어만

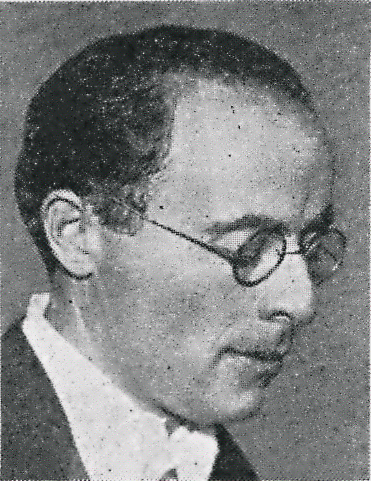

에마누엘 포이어만(Emanuel Feuermann, 1902년 11월 22일 ~ 1942년 5월 25일)은 20세기에 활동한 국제적인 첼리스트이다.
오스트리아-헝가리 제국의 콜로미야에서 유대인을 양친으로 태어났고, 제2의 파블로 카살스라고 주목되었으나 제2차 대전 기간에 복막염 치료의 도중 의사의 과실로 뉴욕에서 요절하였다. 라이프치히 음악원에서 율리우스 클렝엘 (de)에게 사사하였고, 1929년부터  베를린 고등음악원 (Berliner Musikhochschule)의 교수를 겸무하였으나, 1932년 나치스가 제1당으로 등장하자 다음 해인 1933년에 런던으로 도피했고, 1938년에는 미국으로 이주하였다. 야샤 하이페츠 그리고 아르투르 루빈스타인과의 트리오로도 유명하다.